# Amaurospiza carrizalensis
Espèce
Statut de conservation UICN

 CR C2a(i,ii); D : 
En danger critique
Amaurospiza carrizalensis, anciennement Sporophile du Carrizal, est une espèce de passereaux de la famille des Cardinalidae qui était auparavant placée dans la famille des Thraupidae.

## Répartition et habitat
On le trouve au Venezuela, en aval du Caroni. Il vit dans les forêts de bambous, en particulier dans les Guadua latifolia et Ripidocladus.

## Publication originale
- (en) Miguel Lentino et Robin Restall, « A New Species of Amaurospiza Blue Seedeater from Venezuela », The Auk, Washington, AOS, vol. 120, no 3,‎ juillet 2003, p. 600 (ISSN 0004-8038 et 1938-4254, OCLC 636759596 et 1518634, BNF 37574357, DOI 10.1642/0004-8038(2003)120[0600:ANSOAB]2.0.CO;2, JSTOR 4090092, lire en ligne).